# Petit-duc mystérieux
Otus magicus
Espèce
Statut de conservation UICN

 LC  : Préoccupation mineure
Statut CITES
Le Petit-duc mystérieux (Otus magicus) est une espèce d'oiseaux de la famille des Strigidae.

## Répartition et sous-espèces
Son aire s'étend à travers l'archipel des Moluques, les îles Wakatobi et les petites îles de la Sonde.
D'après la classification de référence (version 14.1, 2024) de l'Union internationale des ornithologues, le Petit-duc mystérieux possède 6 sous-espèces (ordre philogénique) :
- Otus magicus kalidupae (Hartert, EJO, 1903) ;
- Otus magicus morotensis (Sharpe, 1875) ;
- Otus magicus leucospilus (Gray, FR, 1861) ;
- Otus magicus obira Jany, 1955 ;
- Otus magicus bouruensis (Sharpe, 1875) ;
- Otus magicus magicus (Müller, S, 1841).